# Kaple svatého Antonína (Nová Ves)
Kaple svatého Antonína v Nové Vsi (část města Teplice) je drobnější sakrální stavbou. Kaple je udržována místními obyvateli, kteří v ní denně zvoní.